# Kingdom Under Fire II
Kingdom Under Fire II es un videojuego de estrategia en tiempo real desarrollado por Blueside para PC y PlayStation 4. Es la secuela del aclamado por la crítica Kingdom Under Fire: The Crusaders. 
Los desarrolladores afirman que será la primera de su clase, permitiendo a los jugadores poder hacer la guerra unos contra otros en un formato de gran escala. 

## Jugabilidad
El modo de juego que presenta Kingdom Under Fire II es similar al presentado en el Kingdom Under Fire: The Crusaders el cual salió en el 2004 en la plataforma exclusiva de Xbox. En Kingdom Under Fire II se escoge a un héroe, el manejo de este personaje es la estilo Hack and slash, estilo de pelea con ataques demoledores las cuales provocan muchas bajas a los enemigos que enfrenta, cada personaje posee habilidades y armamento diferente entre ellos, al pelear estos ganan puntos de experiencia los cuales les aumenta sus habilidades, aunque el héroe puede ser la unidad más fuerte del campo de batalla este no es tan fuerte para vencer a todos los enemigos, es por eso que se cuenta con unidades militares para su apoyo.
Aunque el personaje sea la unidad más fuerte en el campo de batalla no es tan fuerte como para vencer a todas las unidades enemigas, este cuenta con el apoyo de su propio ejército, la unidad base del héroe es la infantería la cual su estilo de lucha es melee, esta la arquería la cual puede atacar a unidades de tierra y de aire. La caballería que puede atravesar a ambos, rápida y dinámica solamente puede ser frenada por unidades de lanceros. Además se presentan unidades aéreas, las cuales atacan a unidades de tierra y aire, solamente unidades de arqueros u otras unidades de aire pueden luchar contra ellos. También se presentan maquinaria de guerra como catapultas, balísticas, morteros, etc.
Todas las unidades así como el héroe pueden ganar experiencia, al ganar la suficiente pueden pasar a un siguiente nivel el cual es mejor que el anterior, además se le puede cambiar el armamento para mejorar su desempeño en la batalla.
En el juego se presentan 3 civilizaciones las cuales también se dividen entre sí, la Alianza Humana se compone de humanos, elfos y enanos, sus tropas son del modelo feudal europeo. La Legión obscura está compuesta por orcos, ogros, elfos obscuros y medios vampiros, sus tropas están mostradas con partes asiáticas, en el caso de maquinaria de guerra ellos usan bestias gigantes de batalla para compensar. La tercera civilización son los Exile, monstruos mutantes parecidos a los monstruos de las películas de ciencia ficción, todas sus unidades inclusive las de asedio son entes vivientes.
Las tres civilizaciones tienen unidades basadas en lo mismo, infantería, arquería y caballería son los más marcados, aun así cuentan con diferencias muy marcadas entre sí, los humanos son muy versátiles y organizados, los orcos pesados y resistentes mientras que los elfos ligeros pero un buen uso de la magia.
Una nueva novedad que se presenta son los asedios, tanto en ciudades como en castillos, se presentan unidades especiales por cada bando para esta acción. Otra novedad son los dirigibles de trasportes, los cuales pueden trasportar a las tropas por el mapa de una forma más rápida. 
Mientras que su predecesor se situaba en las campañas personales, este juego trata sobre el rol multijugador masivos en línea con el modelo de free play.

## Prólogo
Después de la guerra de las cruzadas, en el mundo parecía que la paz regresaba. Sin embargo un misterioso accidente rompió el balance del mundo dando un enorme cambio geográfico y climático. El impacto del cataclismo fue tan fuerte que hubo que redibujar los mapas. El rango de las montañas creadas por el cataclismo hacia que el transporte fuera inútil. La mayoría de los países con centralismo perdieron el control sobre territorios regionales. Se tendió el caos cuándo se perdió el apoyo del gobierno central sobre esos territorios de la Alianza Humana. En el área del este, ataques de Orcos que perdieron a su líder se convirtieron en el mayor problema. En el caso del norte incluyendo a Ecclesia, la gente empezó a sufrir ataques de monstruos –Encabrossian primitivos- que aparecieron en la parte central del continente de Bersia.
Gracias al cataclismo y a las luchas internas, Hironeiden, la poderosa nación en el pasado, se volvió débil. En el otro lado, Ecclesia empezó a ganar poder otra vez gracias a la justificación de protección de los humanos de los ataques externos. En el caso de las poblaciones del oeste en Hironeiden, que fueron abandonadas por el gobierno central, cada criatura –humana, elfo, enano hasta orco entraron en una sociedad - reunidos para sobrevivir independientemente del caos.
La legión obscura no le fue diferente. Orcos entraron en guerras internas para volverse el nuevo líder de las tribus tras la desaparición de Regnier y Urukbar. Gorzanik la tribu de procedencia de Urukbar entró en guerra con la tribu Snuk, la nueva tribu tras el cataclismo y la situación empeoró con la aparición del recurso natural llamado Néctar.
Los Kaedes que ganaron su independencia de Vellond perdieron la mayoría de sus territorios por el cataclismo y solamente tienen la opción de depender del territorio de Hexter. Después de la desaparición de su Reina, Vellond se volvió débil, eventualmente cerraron todas las fronteras del país. Actualmente todo lo relacionado con Vellond es un secreto.
Hay algo más que el cataclismo trajo a Bersia. Los Exiles aparecieron en el continente. Ellos claman que son residentes del continente desde hace tiempo en el pasado de la era. De acuerdo con sus argumentos, ellos fueron tragados por la fisura de la dimensión y regresaron de ahí después del cataclismo. Entre los Exiles, ellos contactaron a la Alianza Humana y les comentaron que no tenían deseos hostiles hacia ellos, pero la mayoría de la gente tiene cautela con ellos ya que su apariencia es muy parecida a los Encabrossian.
Cada facción que estuvo cerca para estar unida está ahora separada para sobrevivir o para convertirse en el nuevo líder de la nueva edad. Ahora Bersia, el continente, está a punto de tener otro destino obscuro.

## Historia
La más poderosa nación en la Alianza Humana hasta ahora.
Antecedentes: 
Hironeiden fue la nación de héroes y de líderes de la Alianza Humana en el pasado. Tienen un largo historial que se remonta a antes del cataclismo, además de jugar el papel de escudo por la Alianza Humana contra los Orcos de Hexter desde hace tiempo. Además de tener un largo historial, ellos tienen la tendencia de no dar mucha atención a las tradiciones o formalidades. En Hironeiden, una persona es juzgada no por sus antecedentes sino solo por sus habilidades.
Su naturalidad de desarrollo en este tipo de mentalidad después de numerosas batallas contra los Orcos de Hexter. Hironeiden está preparado para cualquier tipo de ataque de los Orcos, lo cual les tomo poco tiempo para establecer un gobierno centralizado y desarrollar el hábito de enfocarse más en las habilidades de uno más que en sus antecedentes. Estos factores provocan contradicciones contra Eclessia quien es conocido por ser hostil a las otras razas. Como resultado ellos han desarrollado una habilidad en la mágica y tecnología aprendido de los Elfos y Enanos respectivamente.  
Después de la guerra de las Cruzadas, estos desarrollos hicieron de Hironeiden la nación líder de los humanos pero ellos perdieron su poder tras perder a sus héroes en el cataclismo.
Presente 
Una vez Hironeiden influenciaban en los miembros de la Alianza Humana todo el camino a la parte sur de Bersia pero ahora ellos perdieron la mayoría de su influencia en el este después del cataclismo. Nuevos asentamientos cerca ce las montañas Riftwick fueron atacadas por Orcos y esto dio como resultado un gran número de refugiados. En el caso del oeste, la gente no podía sobrevivir sin el soporte de Eclessia tras el cataclismo. En el presente Hironeiden es un aliado de Ecclesia oficialmente pero actualmente se volvió sujeto a ellos. Afortunadamente esto se volvió una buena oportunidad para los mercenarios para sobresalir en la cultura abierta y en el enfoque de la sociedad sobre la habilidad que en los antecedentes en Hironeiden. Actualmente se puede ver varios tipos o especies en Hironeiden más que en cualquier lugar del territorio humano.
La parte este de Hironeiden, también llamado Asentamiento del Este, es defendido por Accolade, el cual es un floreciente Orco.
El corazón de la religión de Ecclesia.
Antecedentes.
Ecclesia es la nación líder de la Alianza Humana y centro de la religión hasta el presente. Esta nación tiene el historial más largo entre las naciones humanas en la Edad de la Luz la cual empezó hace 1,500 años atrás. Ellos tienen un alto orgullo en su historia y tradiciones. En el pasado cuando la religión y la política eran uno. Ecclesia era el país más fuerte en el continente. Sin embargo, la guerra de las Cruzadas debilito a esta nación y ahora se están recuperando. 
En Ecclesia, la pureza Humana es la cosa más valiosa. Por lo que está prohibido por religión en tener relaciones con otras especies. Esto se volvió un dogma religioso durante la guerra contra los Medio Vampiros y los Elfos Obscuros pero ha echado a los Elfos y Enanos. Esto se volvió un obstáculo en el desarrollo de magia y tecnología, lo cual volvió a Ecclesia atrás de Hironeiden y Azilia.
Antes de la guerra de las Cruzadas, Ecclesia era la nación más fuerte de las naciones, gracias a los títulos de caballeros y el papado. Sin embargo, ellos perdieron la mayoría de los recursos humanos para dar soporte a territorio santo y los ataques de Encablossa. Esto hizo de Ecclesia un protectorado de Hironeiden. Fue una gran humillación para Ecclesia. Cuando en Hironeiden broto el caos por el cataclismo y por la guerra de sucesión, Ecclesia alcanzó su independencia de Hironeiden, tras la independencia, Ecclesia tomo menos daño del cataclismo que en otras aéreas e intenta restaurar los recursos materiales y humanos. Gracias a estos esfuerzos Ecclesia está ganando fuerza otra vez. 
Presente
La activad principal de Ecclesia es recuperar el norte de Encablossa. Es Ecclesia la gobernante de Hironeiden y Azilia, ellos lo lograron absorbiendo el desarrollo de ciencia y magia. Actualmente el gobernador de Ecclesia es la familia real de Hironeiden. Sin embargo es difícil de ignorar el poder del grupo religiosos el cual está tratando de recuperar la vieja gloria.
El desierto ubicado en el sureste de Bersia está ocupado por orcos-
Antecedentes
Hexter se refiere al desierto ubicado en el sureste de Bersia que está ocupado por Orcos. Hexter puede referirse a dos cosas, el desierto que está en la parte sureste del continente y la nación imaginaria donde viven los Orcos.
En términos de la misma tierra, Hexter es literalmente un completo desierto. Solamente arena y rocas pueden ser encontrados donde sea que uno vaya, y el viento seco toma hasta la última gota de agua en esta triste tierra.
Lo más común de la raza que se puede encontrar en Hexter son Orcos y Ogros. Son los residentes originales, y además de los residentes más longevos en esta tierra seguidos por los Elfos Obscuros. La mayoría de ellos se concentran en las grandes ciudades, la mayoría de los Elfos Obscuros vinieron a establecerse en Hexter durante la era de Valdemar, y fueron los únicos que construyeron los castillo como el Kepellen y dieron a los Orcos su cultura y tecnología.
Presente
Cuando todos pensaban que esta tierra era inútil, recursos minerales empezaron a ser encontrados, lo que convirtió a Hexter en una tierra de oportunidades. Ahora todas las naciones del continente vienen aquí esperando una probada del Néctar, que es conocido como una fuente de poder la cual da un no identificado poder y vida. 
Como resultado, los Orcos ven a estos invasores como su rival y la guerra se convirtió en una parte de su modo de vida. Ellos a veces aceptan las ofertas de los extranjeros o disfrutan la riqueza que nunca esperan. Además de batallas internas entre ellos por la riqueza. No hay un líder político entre las tribus. Se ve que la paz sigue estando lejos para poder conseguirla en esta región, no parece ser conseguida en el caos tras la muerte de Urukbar. 
La sociedad secreta de los Elfos Obscuros.
Antecedentes.
El origen de esta nación trace para atrás en los secretos de la sociedad formada por los Elfos Obscuros. El nombre fue traído desde el pasado hasta el día de hoy y eventualmente se volvió el nombre de su nación. Los Elfos Obscuros son originarios de Vellond, pero para ellos es una gran vergüenza vivir bajo el control de los medio vampiros. Su principal objetivo es conseguir la independencia soberana para su propia especie.
Ellos se rebelaron contra los medio vampiros durante la Guerra de las Cruzadas pero estaban desorganizados y divididos entre ellos. La situación resultó en una división dentro el grupo de pro-Vellond y el grupo anti-Vellond. Eventualmente el intento de independencia terminó en fracaso. 
El grupo anti–Vellond construyó su propia nación la cual fue gradualmente debilitada por los constantes ataques de Vellond. En el final al quedarse sin opciones huyeron a un área remota en Hexter. 
En medio del desierto en su camino encontraron unas misteriosas ruinas. Nadie sabía quién las construyó o porque estaba abandonada, pero estaba claro que era controlada por poderes mágicos y escondía antiguas tecnologías que desde hace mucho fueron olvidadas. Los Elfos Obscuros de los Kaedes gradualmente recuperaron poder y ahora anticipan el regreso de los días gloriosos de están antiguas ruinas. 
Presente 
Aunque la nación es ahora más fuerte que antes, todavía no está al nivel de Vellond o Hironeiden. Vellond es más poderoso que nunca, al igual que Hironeiden .
Para obtener ventaja ellos están enfocados en los trabajos sucios en el mundo criminal. Ellos esperan que el caos que asola todo el continente este lo más largo posible, ya que ellos creen que es una oportunidad para obtener poder. Ellos están envueltos en todas las actividades que causan estragos en la región.
En el presente, su prioridad en obtener el control sobre Hexter, y para archivar esta victoria ellos están presentes en cada actividad en todo rincón de la región.
Drenorth es una nación que se estableció cerca del Anillo de Fuego localizado en una enorme área de volcanes en el centro del continente de Bersia.
Antecedentes.
Drenorth es una nación que se estableció cerca del Anillo de Fuego localizado en una enorme área de volcanes en el centro del continente de Bersia. Los que establecieron esta nación fueron llamados exiles los cuales se parecen demasiado a los monstruos. Ellos se ven muy similares a los Encabrosianos. Monstruos que aparecieron con el cataclismo. Mucha gente no puede distinguir la diferencia entre ellos. Sin embargo los Exile son diferentes de los primitivos Encabrossian o cualquier monstruo nacido en la dimensión obscura, ellos son originarios de Bersia. Ellos vivían en la Edad de la Luz pero fueron tragados en una tormenta dimensional que los llevó a las Edad de la Obscuridad. Ellos tuvieron que mutar para sobrevivir ahí.
Los Exiles aparecieron en la Edad de la Luz justo después del cataclismo. De acuerdo a su historia, ellos fueron entrenados en un ejército para conquistar la Edad de la Luz con otras criaturas de Encabrossa. A pesar si tuvieran éxito en su ataque a la Edad de la Luz ellos serían desaparecidos por el siguiente cambio de Edades.
El único que cambio este destino fue Alephj, el líder de los Exile. Él fue el más grande guerrero y mago de todos los Exile además de ser un líder con carisma. Él tenía un ingenio sin igual y una gran valentía en el campo de batalla.
Aleph estaba decidido a proteger a su gente. Aleph y sus colegas desconectaron los grilletes espirituales que estaban plantados en todas las especies de Encabrossa para que nadie pudiera desobedecerlo. La desconexión de los grilletes espirituales liberó todos los espíritus de los Exiles en uno y desvió el control de la Edad de la Obscuridad. Además de impulsar el poder espiritual encuadernando su espíritu firmemente. 
Aleph abrió una puerta dimensional de la Luz cuando el cataclismo empezó y se quedó atrás para cerrarlo para que nadie siguiera a los Exiles. Aleph es llamado el Héroe eterno de los Exiles y el único emperador que unió a la primera y segunda generación. Todos los Exiles sienten respeto hacia el además de extrañarlo.
Presente 
Hay dos opiniones en como los Exiles tratan a otras especies. Algunos Exile piensan que las especies de la Edad de la Luz son débiles e insisten en dominarlas a la fuerza y enfocarse en la guerra contra Encablossa.
Los otros Exiles piensan en la cooperación con otras especies de la Edad de la Luz es más beneficioso para ellos como los humanos y otras especies que tienen una fuerza única. Sin embargo son una minoría en la sociedad de los Exile y la mayoría de ellos piensan que los humanos y otras especies son poco fiables.